# Echinocereus rigidissimus
Echinocereus rigidissimus ist eine Pflanzenart in der Gattung Echinocereus aus der Familie der Kakteengewächse (Cactaceae). Das Artepitheton rigidissimus ist der Superlativ des lateinischen Wortes rigidus, bedeutet ‚steif‘ und verweist auf die Bedornung der Art. Englische Trivialnamen sind „Arizona Rainbow Hedgehog Cactus“ und „Sonoran Rainbow Cactus“.

## Beschreibung
Echinocereus rigidissimus wächst in der Regel einzeln. Die kugelförmigen bis zylindrischen Triebe sind 6 bis 30 Zentimeter lang und weisen Durchmesser von 4 bis 11 Zentimeter auf. Sie sind durch die Bedornung vollständig verdeckt. Es sind 15 bis 26 niedrige Rippen vorhanden, die flach gehöckert sind. Mitteldornen werden nicht ausgebildet. Die 15 bis 35 kammartig angeordneten, häufig ineinandergreifenden Randdornen liegen alle an der Trieboberfläche an. Sie sind kräftig, rot, weiß, gelblich oder bis bräunlich und weisen Längen von 0,5 bis 1 Zentimeter auf.

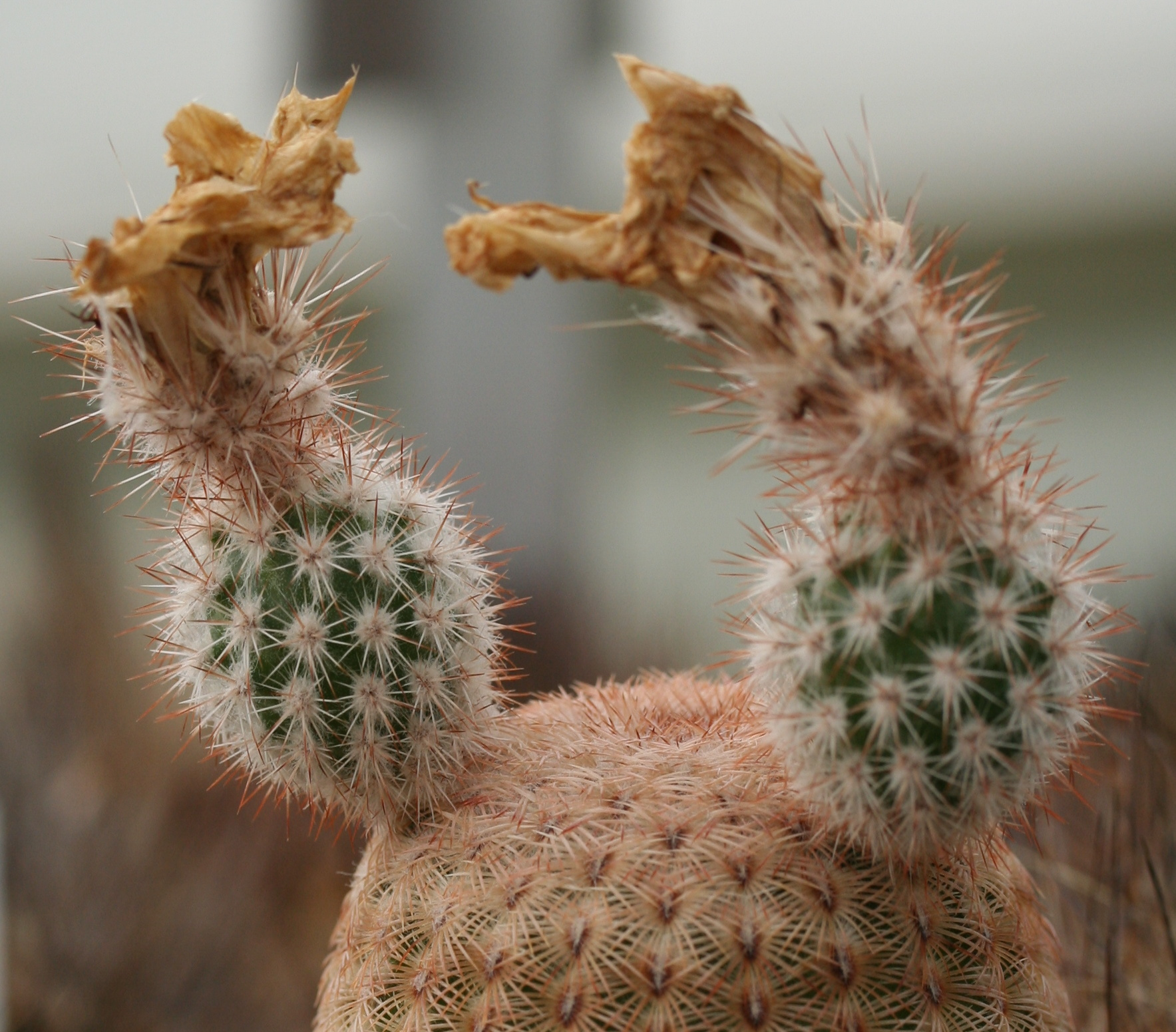
Unreife Früchte

Die trichterförmigen Blüten sind leuchtend etwas rosarot bis magentafarben und besitzen einen weißen Schlund. Selten sind sie ganz weiß. Die Blüten erscheinen an den Triebspitzen, sind 6 bis 7 Zentimeter lang und erreichen Durchmesser von 6 bis 9 Zentimeter. Die eiförmigen grünen bis roten und stark bedornten Früchte sind fleischig.

## Verbreitung, Systematik und Gefährdung
Echinocereus rigidissimus ist im Südwesten der Vereinigten Staaten und im Nordwesten Mexikos verbreitet.
Die Erstbeschreibung als Cereus pectinatus var. rigidissimus durch George Engelmann wurde 1856 veröffentlicht. In einem Pflanzenkatalog der Firma Kakteen-Haage wurde die Art 1897 in die Gattung Echinocereus gestellt. Nomenklatorische Synonyme sind Echinocereus pectinatus var. rigidissimus (Engelm.) Rümpler (1885), Echinocereus dasyacanthus var. rigidissimus (Engelm.) W.T.Marshall (1941) und Echinocereus pectinatus f. rigidissimus (Engelm.) Krainz (1967).
Es werden folgende Unterarten unterschieden:
- Echinocereus rigidissimus subsp. rigidissimus
- Echinocereus rigidissimus subsp. rubispinus (G.Frank & A.B.Lau) N.P.Taylor

In der Roten Liste gefährdeter Arten der IUCN wird die Art als „Least Concern (LC)“, d. h. als nicht gefährdet geführt.

## Nachweise